# Woody Norman

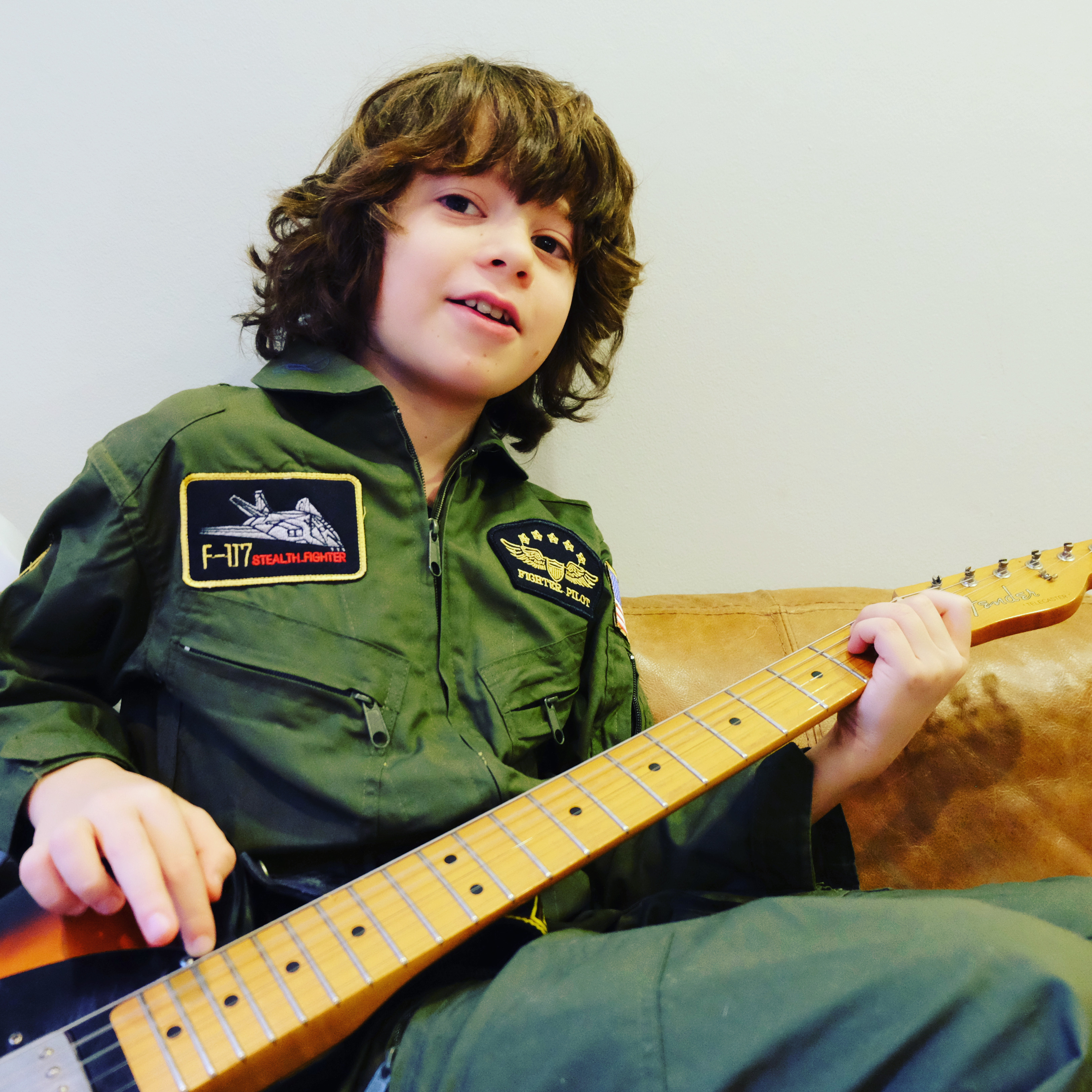
Woody Norman

Woody Norman (* 2009) ist ein britischer Kinderdarsteller.

## Leben
Woody Norman wurde 2009 geboren und ist Brite. Seine Mutter Vonda Rowena Barnes studierte Tanz. Im Kindesalter erhielt er eine Rolle in dem Fernsehfilm Peter and Wendy von Diarmuid Lawrence und spielte in diesem Curly und Rory. Es folgten kleinere Rollen in Edison – Ein Leben voller Licht von Alfonso Gomez-Rejon, in dem er Benedict Cumberbatchs Filmsohn spielte, und in der Fernsehserie The White Princess, in der er Prince Harry spielte.
Im Jahr 2018 war er in acht Folgen der Historienserie Troja – Untergang einer Stadt in der Rolle von Evander zu sehen. Im Jahr 2019 spielte er in acht Folgen in der Rolle von Valentine Warleggan in der Fernsehserie Poldark  und in drei Folgen von The War of the Worlds und war und im gleichen Jahr in einer der beiden Hauptrollen in Karl Goldens Filmdrama Bruno und im Horror-Thriller The Small Hand von Justin Molotnikov in einer größeren Rolle zu sehen. In dem Film Come on, Come on von Mike Mills, der im September 2021 beim Telluride Film Festival seine Premiere feierte, ist er an der Seite von Joaquin Phoenix in einer der beiden Hauptrollen zu sehen und spielt dessen Neffen.

## Filmografie
- 2015: Peter and Wendy
- 2015: Silent Witness (Fernsehserie, Folge 18x04)
- 2017: The White Princess (Fernsehserie)
- 2017: Edison – Ein Leben voller Licht (The Current War)
- 2018: Troja – Untergang einer Stadt (Fernsehserie)
- 2019: Poldark (Fernsehserie, 8 Folgen)
- 2019: The War of the Worlds – Krieg der Welten (The War of the Worlds, Fernsehserie, 3 Folgen)
- 2019: The Small Hand
- 2021: Come on, Come on (C’mon C’mon)
- 2023: Die letzte Fahrt der Demeter (The Last Voyage of the Demeter)
- 2023: Knock Knock Knock (Cobweb)
- 2025: The Electric State

## Auszeichnungen
British Academy Film Award
- 2022: Nominierung als Bester Nebendarsteller (Come on, Come on)

Critics’ Choice Movie Award
- 2022: Nominierung als Bester Jungdarsteller (Come on, Come on)

London Critics’ Circle Film Award
- 2022: Auszeichnung als Bester britischer/irischer Nachwuchsdarsteller (Come on, Come on)[3]